# Омар Набер
Омар Набер (Љубљана, 7. јул 1981) је словеначки поп певач. Омар је победио у Бици талената 2004, представљао Словенију на Песми Евровизије 2005. са песмом Stop.
Омар Набер је рођен у Љубљани 7. јула 1981. као Омар Карим, што на арапском значи „пријатељ за сваку прилику“. Омару је отац из Јордана, а мајка му је Словенка. Одрастао је у Пољанама и Бежиграду, а по занимању је зубни техничар. Омар се занимао за композицију, хармонију, продукцију и аранжман још од почетка средње школе, али је током две године у певачком хору љубљанских средњих школа Veter (срп. Ветар) схватио да би могао бити и јако добар певач и основао свој рок састав Kareem, са којим је углавном изводио познате песме, наступајући у клубовима и на фестивалима на отвореном попут Rock Otečec. Напокон се одлучио и за соло певање и четири године учио код Сандија Чанова, првог баса љубљанске опере. После пола године зуботехничког приправничког стажа, Омар схвата да му овај посао не лежи и уписује Високу школу за туризам у Порторожу, али на крају прве године доноси одлуку да се у потпуности посвети музици.
Омар се затим, по наговору старог евровизијског вука Матјажа Влашича, пријављује за такмичење Битка талената (сло. Bitka talentov), словеначко такмичење по угледу на „Идол“ које се одржава у ударној недељној породичној емисији Spet doma (срп. „Кући поново"). Победио је у првом наступу 11. априла 2004. са песмом Feel Робија Вилијамса, а у следећих шест кругова изводио је песме Sexed Up, Freedom, Living On My Own, Billie Jean, Love Is In The Air и Wild World. Победа у финалу 5. децембра 2004. над Анжејем Дежаном донела му је снимање првог сингла Vse, kar si želiš (срп. „Све што зажелиш") за Влашичеву кућу Nika records и наступ на ЕМА 2005, словеначком избору за представника на 50. Песми Евровизије у Кијеву.
На ЕМА-и, која је одржана 6. фебруара 2005, Омар Набер је наступио са једноставном, јаком баладом Stop, за коју је сам урадио музику и аранжман, док је текст написала Урша Влашич. Насупрот типичној евровизијској boom-bang-a-bang кореографији, Омар је на сцени сам са пратећим вокалом, Тејом Саксидом; песма снажно а ипак природно расте ношена њиховим јаким гласовима до драматичног завршетка, а једина пратећа акција су Омарово несигурно држање и коначно ненаметљив загрљај. У други круг телегласања Омар Набер пролази као трећи, иза Ребеке Дремељ (Pojdi z menoj) и Саше Лендеро (Metulj), међутим гледаоци у крајњем гласају другачије и песма Stop побеђује са 29,945 гласова (Саша 27,825; Ребека 23,514 гласа).
Одмах затим Омар снима и свој први ЦД, који је најпродаванији албум 2005. до сада у Словенији. Аранжман песме Stop је приметно измењен за наступ на Евровизији и, након лаганог увода, жива клавирска пратња замењена је тврдим звуком рок гитара. Омар је са Тејом у полуфиналу Песме Евровизије 19. маја песму извео беспрекорно, уз дуге овације публике. Освојили су 69 поена и 12. место; изостанак њиховог пласмана у финале био је велико изненађење међу фановима, музичарима и кладионичарима.
Набер је поново учествовао на ЕМА 2009. са снажном баладом I still carry on и освојио друго место иза састава Квартисимо.
Омар Набер каже да је панк рокер у срцу, мада међу својим идолима истиче Мајкла Џексона. Не воли када га новинари (као што често раде) пореде са Робијем Вилијамсом. Свира клавир, гитару и бас-гитару и слика. Не познаје рад на рачунарима и нема возачку дозволу. Неожењен је.
Набер ће поново представљати Словенију на Песми Евровизије 2017. са песмом On My Way.